# Anna Knauer
Anna Knauer née le 20 février 1995 à Eichstätt, est une coureuse cycliste professionnelle allemande membre de l'équipe Parkhotel Valkenburg. Spécialiste de la piste, elle a notamment remporté le championnat du monde de l'omnium juniors en 2013.

## Biographie

### Débuts
Elle commence le cyclisme en 2005, après avoir fait de l'athlétisme auparavant. De 2006 à 2011, elle fait partie du club du RC Germania Weißenburg.
En 2011, elle remporte sept titres de championne d'Allemagne cadettes sur route et sur piste : sur route, en contre-la-montre, en course aux points, sur le 500 m, de l'omnium, en poursuite individuelle et par équipes (avec Luisa Kattinger et Gudrun Stock). L'année suivante, elle est membre du RSC Hildesheim. Elle est championne d'Allemagne sur route juniors et première du classement fédéral annuel. Elle participe aussi aux championnats d'Europe sur piste à Anadia et remporte le titre en omnium et la médaille d'argent en poursuite individuelle. Sur route, elle prend la dixième place du contre-la-montre aux championnats d'Europe juniors à Goes.
En 2013, elle rejoint le Rottaler RSV et remporte six titres de championne d'Allemagne : sur route, course aux points, poursuite individuelle, de l'omnium, du 500 m, de vitesse par équipe (avec Sabina Ossyra) et en poursuite par équipes (avec Kattinger, Stock et Tatjana Paller). Aux championnats du monde sur piste à Glasgow, elle gagne le titre en omnium. Aux championnats du monde sur route, elle prend l'échappée royale qui part dès la première descente. Elle se fait cependant lâchée durant la course.

### Carrière professionnelle
Elle rejoint l'équipe Rabo Liv Women en 2014. Il s'agit de l'équipe numéro 1 mondiale. Aux championnats d'Europe sur piste en Guadeloupe, elle remporte la médaille de bronze en omnium. Elle est ainsi la première athlète allemande à gagner une médaille dans une compétition internationale dans la discipline.
En 2015, elle se classe troisième au sprint du circuit de Borsele derrière Kirsten Wild et Shelley Olds. Elle court aux championnats d'Europe et obtient la médaille d'argent en poursuite par équipes aux côtés de Mieke Kröger, Gudrun Stock et Lisa Klein.

## Palmarès sur route
- 2011

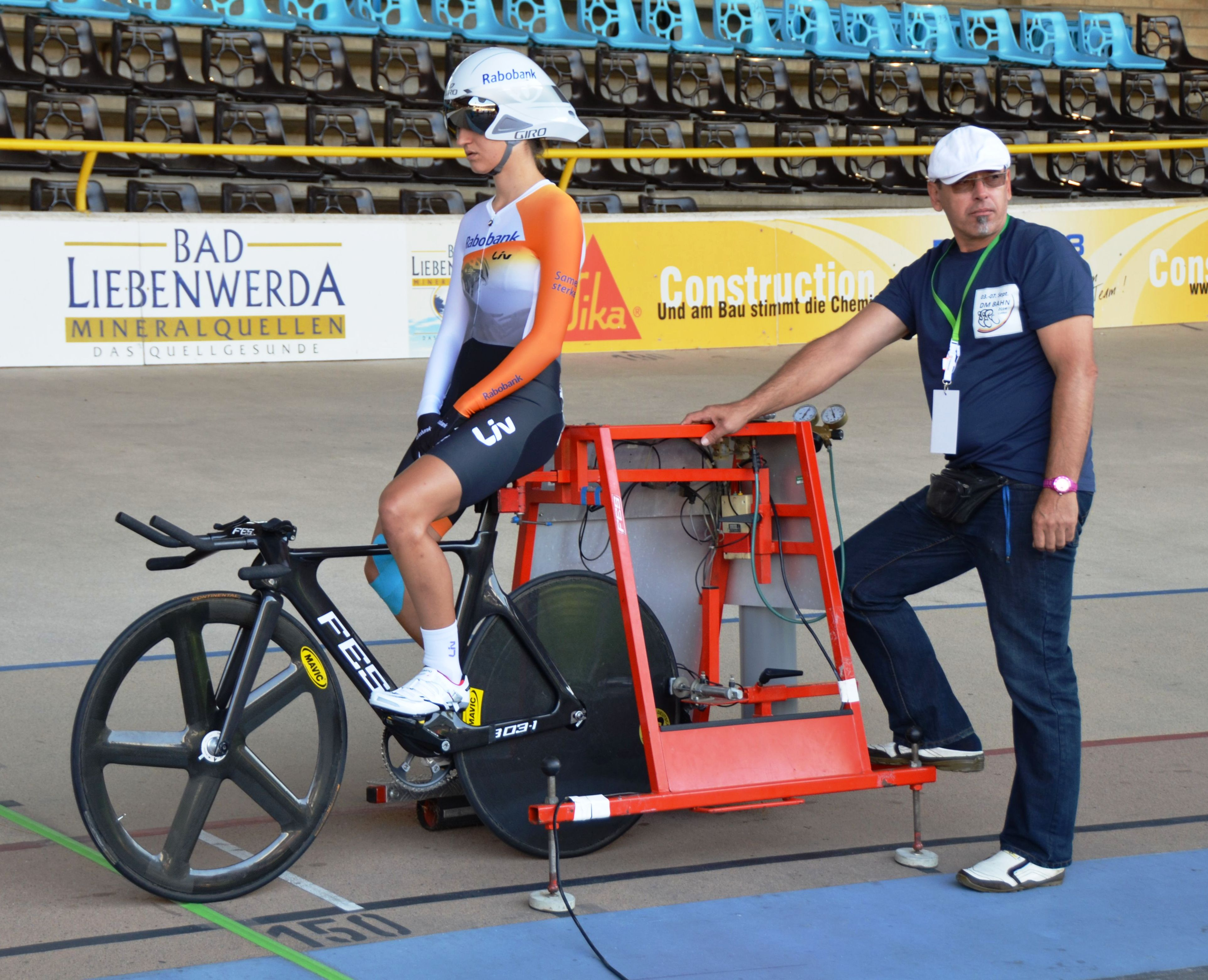
Anna Knauer dans les starting-blocs

  -  Championne d'Allemagne sur route cadettes
  -  Championne d'Allemagne du contre-la-montre cadettes
- 2012
  -  Championne d'Allemagne sur route juniors
  - 3e du Championnat d'Allemagne du contre-la-montre juniors
  - 10e du Championnats d'Europe du contre-la-montre juniors
- 2013
  -  Championne d'Allemagne sur route juniors
  - 2e du Championnat d'Allemagne du contre-la-montre juniors
- 2015
  - 3e du Circuit de Borsele

## Palmarès sur piste

### Jeux olympiques
- Rio de Janeiro 2016
  - 13e de l'omnium

### Championnats du monde
- Londres 2016
  - 13e de l'omnium

### Championnats du monde juniors
| Édition / Épreuve | Omnium |
| Glasgow 2013      | Or     |

### Coupe du monde
- 2014-2015
  - 3e de l'omnium à Cali

### Championnats d'Europe
| Édition / Épreuve      | Poursuite individuelle | Poursuite par équipes | Omnium | Course à l'élimination |
| Anadia 2012 (juniors)  | Argent                 |                       | Or     |                        |
| Baie-Mahault 2014      |                        |                       | Bronze |                        |
| Athènes 2015 (espoirs) |                        | Argent                | Bronze |                        |
| Glasgow 2018           |                        |                       |        | Argent                 |

### Championnats d'Allemagne
- 2011
  -  Championne d'Allemagne de course aux points cadettes
  -  Championne d'Allemagne de l'omnium cadettes
  -  Championne d'Allemagne du 500 m cadettes
  -  Championne d'Allemagne de poursuite individuelle cadettes
  -  Championne d'Allemagne de poursuite par équipes cadettes
- 2012
  -  Championne d'Allemagne de course aux points juniors
  -  Championne d'Allemagne de poursuite individuelle juniors
  -  Championne d'Allemagne de poursuite par équipes juniors
  - 2e du Championnat d'Allemagne du 500 m juniors
- 2013
  -  Championne d'Allemagne de course aux points juniors
  -  Championne d'Allemagne de poursuite individuelle juniors
  -  Championne d'Allemagne de poursuite par équipes juniors
  -  Championne d'Allemagne de vitesse par équipes juniors
  -  Championne d'Allemagne du 500 m juniors
- 2014
  -  Championne d'Allemagne de l'omnium
  - 2e du Championnat d'Allemagne de course aux points
  - 2e du Championnat d'Allemagne de la poursuite individuelle
- 2015
  -  Championne d'Allemagne de course aux points
  -  Championne d'Allemagne de l'omnium
- 2016
  -  Championne d'Allemagne de l'omnium
- 2018
  -  Championne d'Allemagne de poursuite par équipes
  -  Championne d'Allemagne de l'américaine (avec Lisa Küllmer)